# Satrê (épouse de Ramsès Ier)
Pour les articles homonymes, voir Satrê.
Satrê (Sȝ.t-Rˁ) est une reine d’Égypte de la XIXe dynastie, l'épouse de Pa-Râmessou (le futur Ramsès Ier), et la mère de Séthi Ier. Elle est ainsi la grand-mère paternelle de Ramsès II. Elle a le titre de grande épouse royale.

## Généalogie
Il y a un débat autour de l'identité de l'épouse de Ramsès Ier :
- sur la stèle de l'an 400 trouvée à Tanis et datée du règne de Ramsès II, Séthi Ier est décrit comme étant le fils de Pa-Râmessou (avant de devenir pharaon) et de Tia[2], bien que certaines interprétations font de cette Tia la mère de Ramsès Ier[3] ;
- Satrê est accompagnée de Ramsès Ier et de Séthi Ier dans le temple de Séthi Ier à Abydos[4] et dans la tombe (KV17) de Séthi Ier dans la Vallée des Rois[5], où elle est appelée grande épouse royale[4] (où l'on s'attendrait à ce qu'elle soit mentionnée comme étant la mère du roi) ;
- les inscriptions dans le tombeau de Satrê mentionnent sa propriétaire en tant que « grande mère du roi »[6] ;
- la fille de Séthi Ier a été nommé Tia[7],[8] ;
- une fille de Ramsès II se nomme Tia-Satrê[9],[10].

Cependant, à la lumière des éléments ci-dessus, Satrê est généralement considérée comme la mère du roi Séthi Ier, et elle aurait changé de nom une fois fois devenue reine, Tia étant son nom roturier, bien que, ceci a été précisé ci-avant, certaines interprétations font de la Tia de la stèle de l'an 400 la mère de Ramsès Ier et non celle de Séthi Ier.
Il est à noter que, tout comme son mari Ramsès Ier, Satrê semble venir d'une famille de militaires. Hormis Séthi Ier, aucun autre enfant du couple n'est connu.

## Attestations
La reine est attestée sur plusieurs documents :
- dans le temple de Séthi Ier à Abydos, où elle est représentée avec Ramsès Ier et Séthi Ier dans la chapelle de ce dernier (la plus méridionale des sept chapelles) ; ces trois personnages sont figurés en statues royales à côté de la barque royale ; Satrê est nommée en tant qu'épouse royale et non en tant que mère royale[4],[2],[2] ;
- dans la salle G de la tombe (KV17) de Séthi Ier dans la Vallée des Rois, Séthi lui rend hommage en l'assimilant à la déesse Isis ; Satrê est à nouveau mentionnée en tant que grande épouse royale et porte le titre de « chanteuse de l'Horus maître du palais »[5],[2] ;
- dans sa propre tombe QV38, où la reine est présentée comme « épouse royale, épouse divine et grande mère royale, maîtresse des Deux Terres, maîtresse de Haute et Basse-Égypte, qui possède la grâce, douce d'amour Satrê, juste de voix » tandis qu'un autre texte de la tombe indique « mère divine, maîtresse des Deux Terres, Satrê, juste de voix » ; ceci semble indiquer que Satrê est décédée pendant le règne de son fils[6],[11] ;
- sur la stèle de l'an 400, datée du règne de Ramsès II, la « maîtresse de maison et chanteuse de Rê Tia » est présentée ; si cette mention est parfois considérée comme faisant référence à la mère de Ramsès Ier[3], elle est plus souvent considérée comme faisant référence à Satrê sous son nom roturier[2] ;
- au sud du téménos de Ptah à Memphis se trouve une chapelle de Ptah construite par Séthi Ier ; dans cette chapelle est représenté Ptah entouré de deux déesses, la déesse septentrionale Mennéfer (le nom égyptien de Memphis) et la déesse méridionale Tjésémet, qui portent le cartouche de Séthi Sur leurs genoux ; ceci a amené Christian Leblanc à penser que le visage des deux déesses a été modelé sur celui de la reine Satrê en hommage à cette dernière[12].

## Sépulture
Satrê est inhumée dans le petit caveau QV38 de la vallée des reines, hâtivement orné de quelques figurations au trait rouge, rehaussées de retouches noires,. La mention du titre de « grande mère royale » indique que la tombe a été, sinon commencée, a minima décorée sous le règne de Séthi Ier. Toutefois, le fort inachèvement de la tombe pourrait indiquer qu'elle est décédée peu de temps après le décès de Ramsès Ier.
La sépulture de la reine fut dégagée en 1903 par une mission italienne du musée égyptologique de Turin dirigée par Ernesto Schiaparelli et Francesco Ballerini (it). Une mission franco-égyptienne du CEDAE a repris le travail à partir des années 1970.